# Grimhild
Grimhild är enligt nordisk mytologi Gjukes trollkunniga maka.